# Alexander Pope
Alexander Pope (Londres, 21 de maig del 1688 — Twickenham, 30 de maig del 1744) fou un poeta anglès, el tercer autor més citat en aquesta llengua, només per darrere de William Shakespeare i Alfred Tennyson. Va destacar en els poemes narratius de tema mitològic i en les traduccions dels clàssics grecollatins, així com en l'edició de contemporanis.
Es va enamorar de la feminista Mary Wortley Montagu, que no el va correspondre, i el rebuig a les pretensions amoroses de Pope el va dur a publicar diversos atacs contra Montagu.
El 1713, juntament amb els seus amics Jonathan Swift, John Gay i John Arbuthnot, va fundar el Club Scriblerus, que va ser força actiu políticament malgrat la seva brevetat.
Algunes obres destacades:
- Pastorals
- El rapte del rínxol (The Rape of the Lock), l'obra que el va fer famós
- Epístola d'Heloïsa a Abelard
- La Dunciada
- Assaig sobre l'Home